# Stanhopea wardii
Espèce
Stanhopea wardii est une espèce d’orchidacées épiphytes néotropicales.

## Liste des variétés
Selon Tropicos (16 octobre 2019) (Attention liste brute contenant possiblement des synonymes) :
- Stanhopea wardii var. aurea Lindl.
- Stanhopea wardii var. aureum Hort. ex Henshall
- Stanhopea wardii var. froebeliana Cogn.
- Stanhopea wardii var. venusta Rolfe

## Répartition
Colombie; Costa-Rica; El Salvador; Nicaragua; Panama; Venezuela.